# Bleke prinia
De bleke prinia (Prinia somalica) is een zangvogel uit de familie Cisticolidae.

## Verspreiding en leefgebied
Deze soort komt voor in noordoostelijk Afrika en telt twee ondersoorten:
- P. s. somalica: noordelijk Somalië.
- P. s. erlangeri: van zuidoostelijk Zuid-Soedan en oostelijk Oeganda tot zuidelijk Somalië.

## Status
De grootte van de populatie is niet gekwantificeerd maar de soort wordt omschreven als schaars tot algemeen. Op de Rode lijst van de IUCN heeft deze soort de status niet bedreigd.